# Gisela Mettele
Gisela Maria Mettele (* 1959) ist eine deutsche Historikerin und Hochschullehrerin. Ihre Forschungsschwerpunkte liegen in der Frauen- und Geschlechterforschung sowie in der Religions- und Bürgertumsgeschichte.

## Biographie
Nach einem Studium der Theaterwissenschaft und Philosophie an der Freien Universität Berlin und einer Ausbildung zur Schneiderin studierte Mettele Philosophie, Politikwissenschaft und Musikpädagogik an der Universität Frankfurt, wo sie 1994 promoviert wurde. Von 1989 bis 1994 arbeitete Mettele als Wissenschaftliche Mitarbeiterin des Forschungsprojekts „Stadt und Bürgertum im 19. Jahrhundert“ bei Lothar Gall, ebenfalls an der Universität Frankfurt. Von 1999 bis 2005 war sie Dozentin an der Technischen Universität Chemnitz, wo sie sich 2004 auch habilitierte. In den USA forschte sie von 2005 bis 2006 als Wissenschaftliche Mitarbeiterin am Deutschen Historischen Institut in Washington D.C. Dort übernahm sie für das Jahr 2007 das Amt der Kommissarischen Direktorin.
Im Jahr 2007 erhielt sie den Ruf als Lecturer in Urban History an die University of Leicester in Großbritannien. Seit 2010 ist Gisela Mettele Professorin für Geschlechtergeschichte an der Universität Jena. Von 2009 bis 2010 war Gisela Mettele Senior Fellow am Center for the Study of World Religions der Harvard University.
Gisela Mettele ist im Vorstand der International Federation for Research in Women’s History. Sie ist außerdem Direktoriumsmitglied im Forschungszentrum Laboratorium Aufklärung an der Universität Jena sowie in der Otto-von-Bismarck-Stiftung. Im Arbeitskreis historische Frauen- und Geschlechterforschung der Bundesrepublik Deutschland (AKHFG e. V.) hat sie ebenfalls das Amt eines Vorstandsmitglieds inne.
Mettele betont in ihrer Forschung die besondere Bedeutung der Frauengeschichte und plädiert dafür, diese nicht innerhalb der Geschlechtergeschichte untergehen zu lassen.

## Publikationen (Auswahl)
Monografien
- Weltbürgertum oder Gottesreich? Die Herrnhuter Brüdergemeine als globale Gemeinschaft 1760–1857 (= Bürgertum. N.F. Bd. 4). Göttingen: Vandenhoeck & Ruprecht, 2009.
- Bürgertum in Köln 1775–1870. Gemeinsinn und freie Association (= Stadt und Bürgertum. Bd. 10). München: Oldenbourg, 1998.

Herausgeberschaften
- mit Andreas Schulz: Preußen als Kulturstaat im 19. Jahrhundert. Paderborn: Ferdinand Schöningh, 2015.
- mit Karen Hagemann und Jane Rendall: Gender, War, and Politics. The Wars of Revolution and Liberation – Transatlantic Comparisons (1775–1815). London: Palgrave MacMillan, 2010.
- mit Thomas Adam: Two Boston Brahmins in Goethe's Germany. The Travel Journals of Anna and George Ticknor. Lanham MD: Lexington, 2009.